# Serranía de Hornocal
La serranía de Hornocal est une chaîne de montagnes située à 25 kilomètres de la ville  de Humahuaca dans la province de Jujuy en Argentine. Elle fait partie de la formation calcaire Yacoraite (connue comme site fossilifère) qui s'étend de la province de Salta en Argentine jusqu'au Pérou, longeant au passage le canyon argentin Quebrada de Humahuaca et traversant l'altiplano bolivien.
Son altitude atteint 4 761 mètres.
La région de la Quebrada de Humahuaca est reconnue comme site du patrimoine culturel et naturel de l'humanité par l'UNESCO pour ses paysages de montagnes colorées. La serranía de Hornocal offre l'un des panoramas les plus spectaculaires de la région, avec ses flancs de montagnes constitués de strates sédimentaires plissées en une succession de formes triangulaires aux multiples couleurs où l'ocre, le vert, le jaune, le blanc se déclinent en une trentaine de nuances. Les couches stratifiées situées plus bas créent un contraste saisissant par leurs couleurs chaudes allant du rouge vif au violet. La palette de couleurs varie selon le moment de la journée et la luminosité ambiante, atteignant sa pleine intensité lorsque le soleil amorce son déclin.
La formation sédimentaire Yacoraite remonte à la fin du Crétacé, il y a 75 millions d'années. Le Yacoraite et les autres différentes couches sédimentaires ont été soulevées au fil du temps par l'activité tectonique ayant conduit à l'orogenèse de la cordillère des Andes. Des processus de faille, la formation de plis dans la roche, des phénomènes d'érosion et la présence de différents types de minéraux ont façonné le paysage particulier de Hornocal en chevrons.
La région, aride et peu propice à la végétation, laisse voir, en chemin vers le site, essentiellement des cactus dispersés et quelques figuiers de Barbarie.

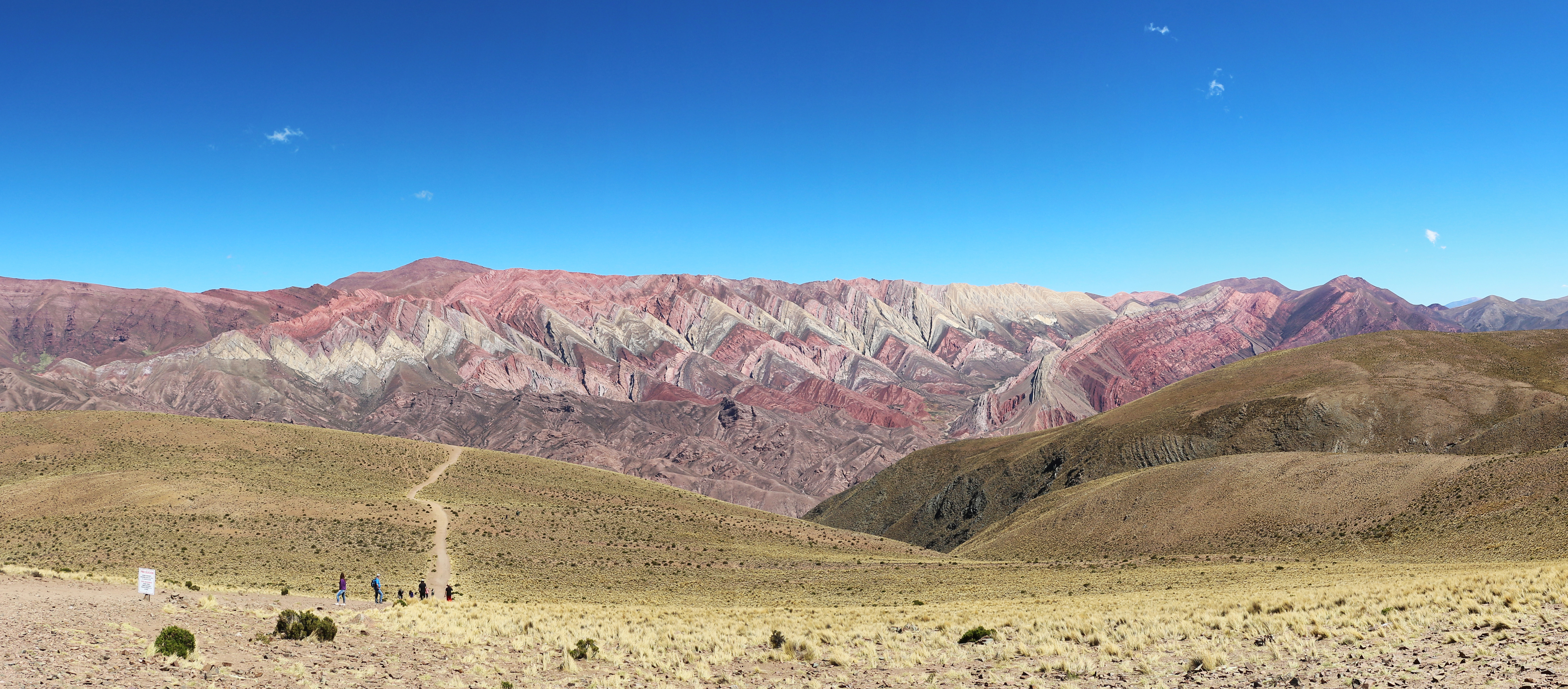
Vue des formations géologiques calcaires.
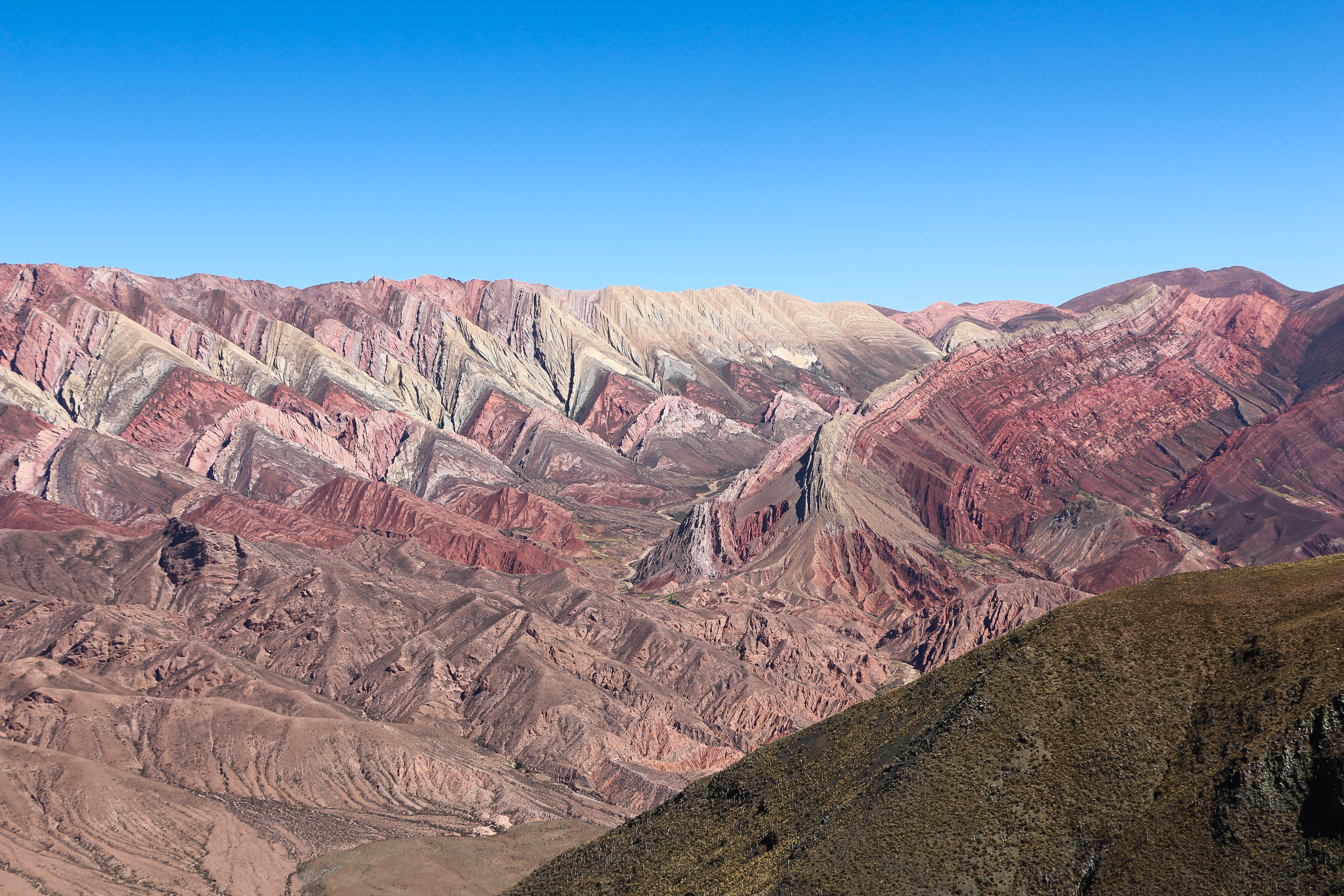
Vue rapprochée des formations géologiques.
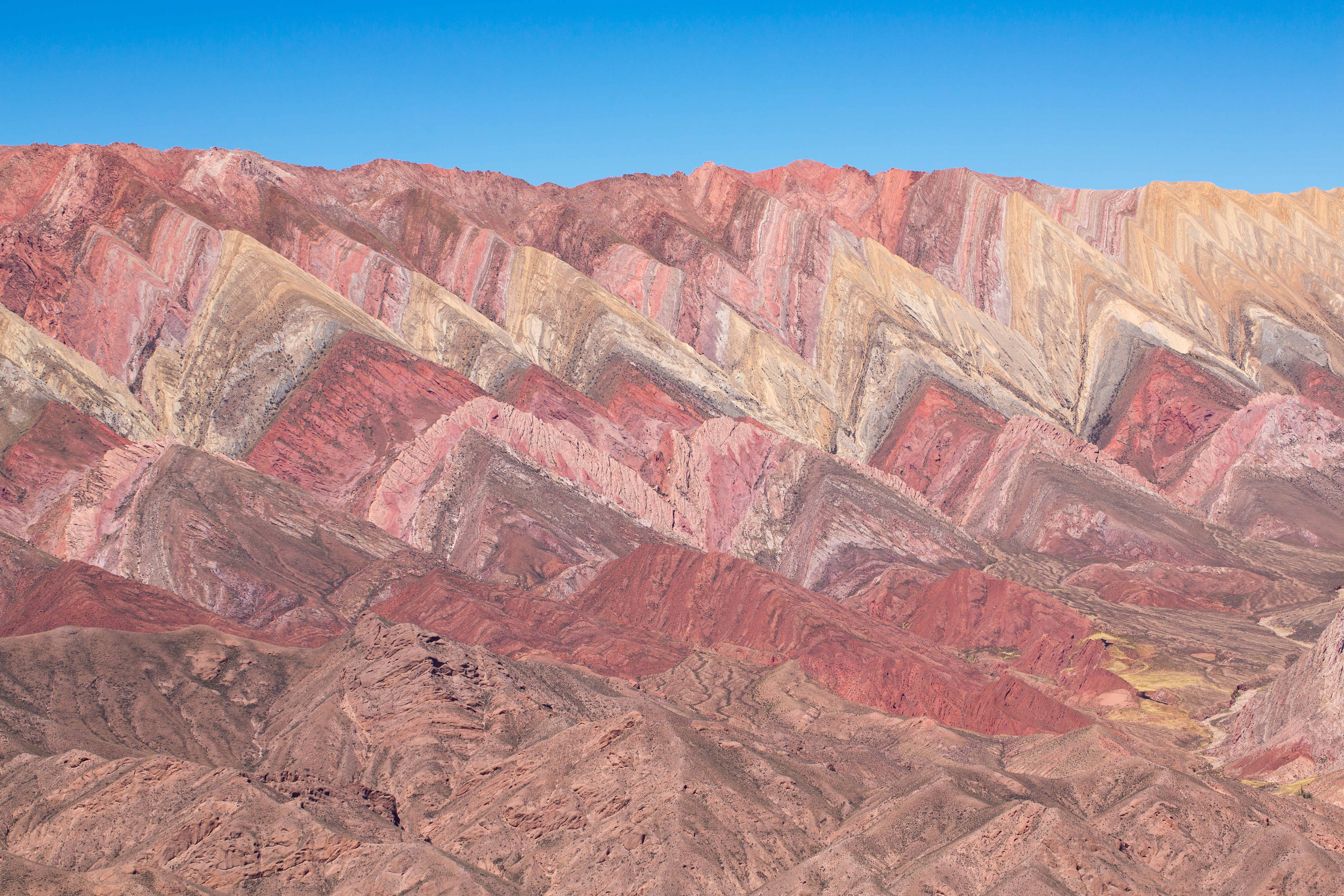
Vue des formations géologiques en gros plan.

On trouve des formations analogues dans le Gansu (Nord de la Chine) :  les monts Zhangye Danxia.